# Jarilla (Cáceres)
Jarilla là một công xã trong tỉnh Cáceres, Extremadura, Tây Ban Nha.

## Biến động dân số
| 2001 | 2002 | 2003 | 2004 | 2005 | 2006 |
| ---- | ---- | ---- | ---- | ---- | ---- |
| 172  | 160  | 149  | 148  | 151  | 153  |

## Enlaces externos
- Página web sobre Jarilla